# Lost Dogs and Mixed Blessings
Lost Dogs and Mixed Blessings är ett musikalbum av John Prine som utgavs 1995 på skivbolaget Oh Boy Records. Det var hans tolfte studioalbum. Tom Petty & the Heartbreakers basist Howie Epstein producerade albumet. Skivan nådde plats 159 på amerikanska albumlistan Billboard 200.

## Låtlista
1. "New Train" (John Prine) – 3:24
2. "Ain't Hurtin' Nobody" (Prine) – 5:01
3. "All the Way With You" (Prine, Gary Nicholson) – 3:52
4. "We Are the Lonely" (Prine, Nicholson) – 4:28
5. "Lake Marie" (Prine) – 6:00
6. "Humidity Built the Snowman" (Prine) – 4:27
7. "Day Is Done" (Prine, Nicholson) – 3:33
8. "Quit Hollerin' at Me" (Prine, Nicholson) – 4:16
9. "Big Fat Love" (Prine, Nicholson) – 3:58
10. "Same Thing Happened to Me" (Prine, Nicholson) – 3:18
11. "This Love Is Real" (Prine, Lee Clayton) – 3:18
12. "Leave the Lights On" (Prine, Howie Epstein, Phil Parlapiano, Joe Romersa) – 3:28
13. "He Forgot That It Was Sunday" (Prine) – 5:38
14. "I Love You So Much It Hurts" (Floyd Tillman) – 2:32